# Stilbula cyniformis
Stilbula cyniformis är en stekelart som först beskrevs av Rossi 1792.  Stilbula cyniformis ingår i släktet Stilbula och familjen Eucharitidae. Inga underarter finns listade i Catalogue of Life.